# Лю Гуан
Лю Гуан (на китайски: 呂光; на пинин: Lǚ Guāng) е първият император на империята Късна Лян.

## Биография
Лю Гуан е роден през 337 година в семейството на военачалник от народа ди, един от сподвижниците на военачалника Фу Хун, а след това и на императора на Ранна Цин Фу Дзиен. С протекциите на влиятелния държавник Уан Мън Лю Гуан също се издига в армията на Ранна Цин и участва в разгрома на Ранна Йен през 370 година. През 378 година той предотвратява бунт срещу императора на неговия братовчед Фу Чун, който по това време е губернатор на Лоян, а през 380 година отново го разгромява и убива.
През 383 година Лю Гуан оглавява военен контингент, изпратен в Таримския басейн в подкрепа на местни съюзници на Ранна Цин, и успява да наложи васалитет на няколко от местните княжества. През 385 година, когато Лю Гуан тръгва обратно за Китай, Ранна Цин попада в гражданска война, която скоро довежда до нейното разпадане. Лю Гуан установява контрол над основната част от днешен Гансу, ядрото на съществувалата до 376 година държава Ранна Лян, и през 387 година се обявява за самостоятелен владетел на Късна Лян.
В продължение на десетилетие Лю Гуан контролира Гансу и воюва успешно със съседите си, но в края на века започва да търпи загуби, а през 397 година от държавата му се отцепват Южна Лян и Северна Лян. Умира през 400 година и е наследен от сина си Лю Шао, а няколко години по-късно Късна Лян е унищожена от Късна Цин.